# Кагуз 12
Кагуз 12 (англ. Cahoose 12) — індіанська резервація в Канаді, у провінції Британська Колумбія, у межах регіонального округу Карібу.

## Населення
За даними перепису 2016 року, індіанська резервація не ма постійного населення.

## Клімат
Середня річна температура становить 2,4°C, середня максимальна – 16,8°C, а середня мінімальна – -15°C. Середня річна кількість опадів – 542 мм.
| Клімат поселення                              | Клімат поселення | Клімат поселення | Клімат поселення | Клімат поселення | Клімат поселення | Клімат поселення | Клімат поселення | Клімат поселення | Клімат поселення | Клімат поселення | Клімат поселення | Клімат поселення | Клімат поселення |
| Показник                                      | Січ.             | Лют.             | Бер.             | Квіт.            | Трав.            | Черв.            | Лип.             | Серп.            | Вер.             | Жовт.            | Лист.            | Груд.            |                  |
| Середній максимум, °C                         | −1,43            | 1,03             | 4,68             | 8,88             | 13,19            | 16,76            | 16,58            | 16,57            | 12,80            | 7,54             | 0,99             | −3,02            |                  |
| Середня температура, °C                       | −8,18            | −5,73            | −2,08            | 2,11             | 6,42             | 9,99             | 12,40            | 12,38            | 8,63             | 3,38             | −3,19            | −7,19            |                  |
| Середній мінімум, °C                          | −14,97           | −12,5            | −8,86            | −4,66            | −0,35            | 3,22             | 8,22             | 8,21             | 4,45             | −0,81            | −7,36            | −11,37           |                  |
| Норма опадів, мм                              | 56               | 34               | 30               | 24               | 37               | 50               | 46               | 40               | 42               | 57               | 68               | 58               |                  |
| Середньомісячна швидкість вітру, м/с          | 1.80             | 1.84             | 2.00             | 2.20             | 2.21             | 2.28             | 2.20             | 1.98             | 1.88             | 1.92             | 1.93             | 1.70             |                  |
| Середньомісячна сонячна радіація, кДж/м²·день | 2636             | 5204             | 9683             | 14489            | 18098            | 19544            | 19649            | 16540            | 11365            | 6105             | 2946             | 1943             |                  |
| --------------------------------------------- | ---------------- | ---------------- | ---------------- | ---------------- | ---------------- | ---------------- | ---------------- | ---------------- | ---------------- | ---------------- | ---------------- | ---------------- | ---------------- |
| Джерело:                                      |                  |                  |                  |                  |                  |                  |                  |                  |                  |                  |                  |                  |                  |